# Alsterlové z Astfeldu
Alsterlové z Astfeldu, nebo též Astrlové z Astfeldu a Alsterové z Astfeldu (německy Alsterle von Astfeld), později s přídomkem z Rosenthalu, jsou česká vladycký, později panský rod pocházející z jižních Čech.

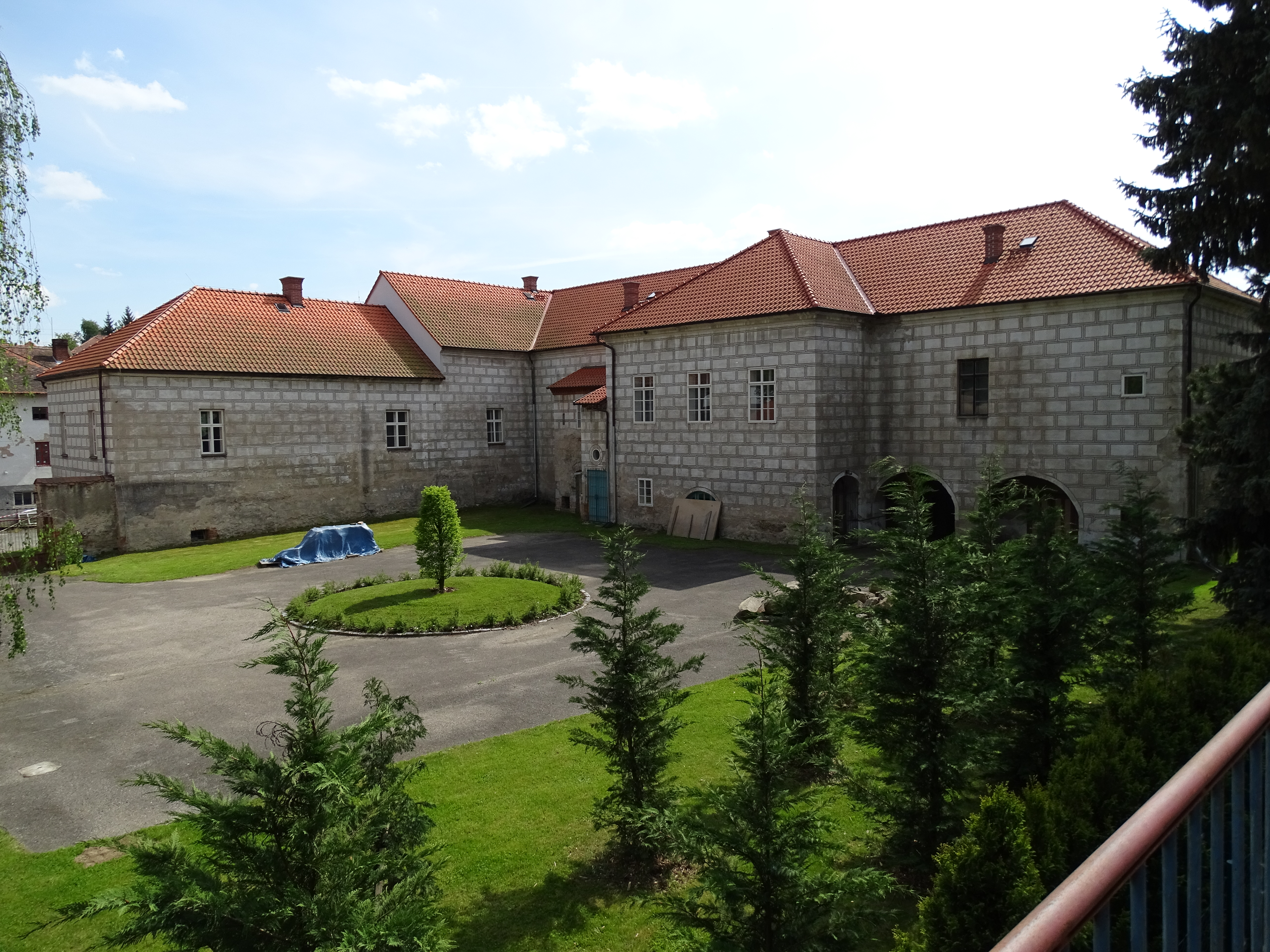
Kosova Hora, zámek

## Historie

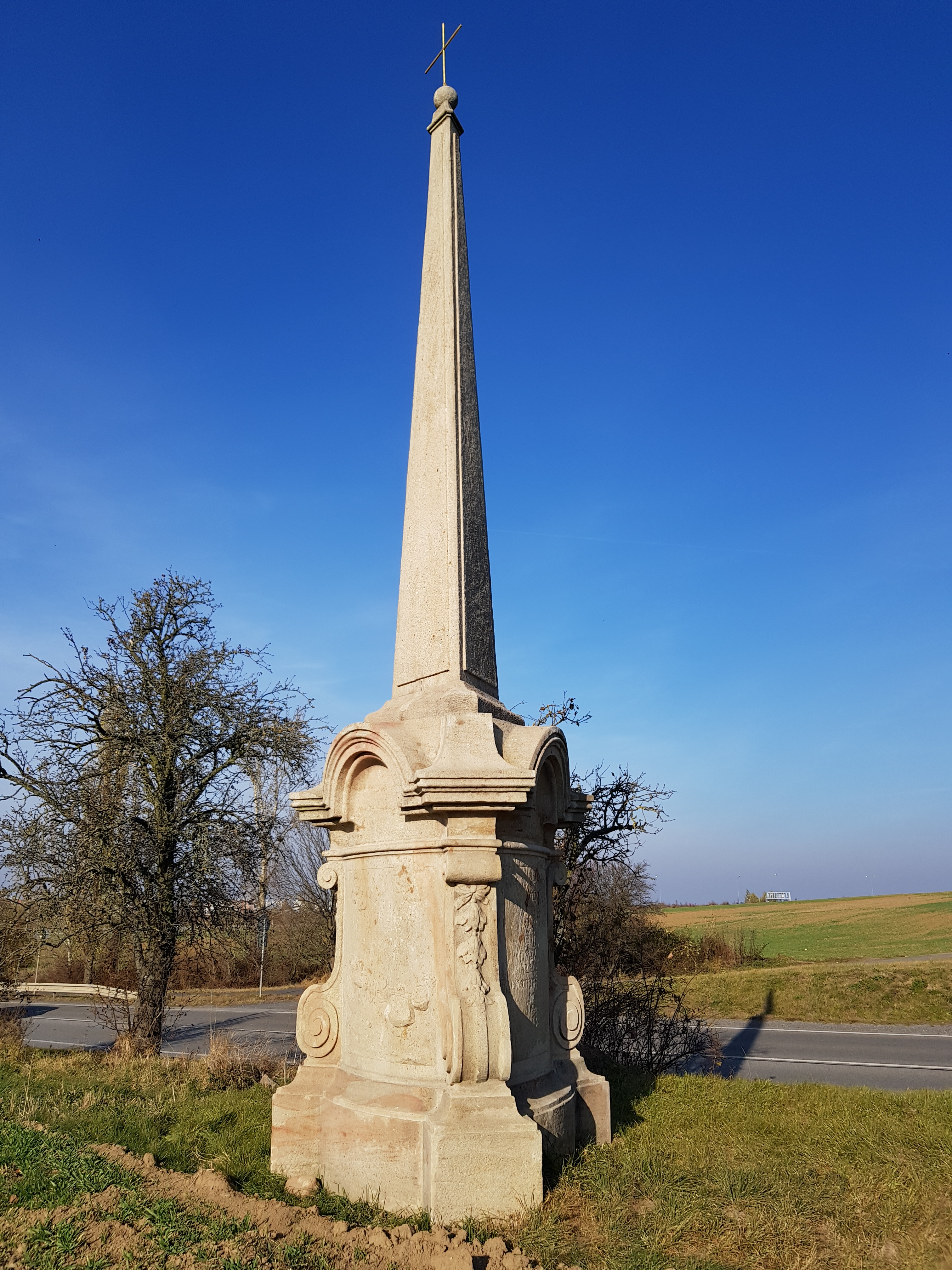
Pomník Maxmiliány Alsterlové z Astfeldu, rozené Kurcpachové z Trachenburka u Horních Jirčan z roku 1707 je zřejmě nejstarší pomník dopravní nehody v Česku.

Zakladatelem rodu Alsterlů z Astfeldu byl českobudějovický radní Jan Ulster řečený Alsterle, který v roce 1580 získal erbovní list a predikát z Rosenthalu. Janův syn a českobudějovický radní správce Mikuláš Alsterle obdržel za služby císaři ve stavovském povstání roku 1620 od císaře Ferdinanda II. zkonfiskovaný dvůr u Českých Budějovic Melicharu Kalichreiterovi z Kalichreitu. 
Jeho syn Jan Alsterle z Astfeldu byl sekretářem českého místodržitelství, členem sekretariátu frýdlantské revizní komise a české vojenské expedice. Účastnil se též zasedání zemského sněmu a podílel se na převezení českých korunovačních klenotů z Prahy do Českých Budějovic, aby byly uchráněny před vpádem Švédů. Jan byl v roce 1665 císařem Leopoldem I. povýšen do rytířského stavu s predikátem z Astfeldu.  
Jan měl tři syny, Františka Mikuláše, Jana Kryštofa a Maximiliána Františka. František Mikuláš byl od roku 1713 až do své smrti roku 1719 purkrabím pražského hradu. S manželkou Maxmiliánou Kurzbachovnou z Trachenburka měl syna Maximiliána Františka (1676–1732) a dceru Alžbětu. Syn po 18 let zastával funkci radního dvorské české kanceláře, přísedící zemského soudu a komorní rady. S manželkou Annou z Franchimontu měl syny Josefa Antonína a Jana Václava (1706–1799), roku 1755 povýšené do panského stavu. 
Dcera Františka Mikuláše Alžběta Alsterlová z Astfeldu se v roce 1707 v Českých Budějovicích provdala za náměstka královského českého místodržícího Jana Josefa Ignáce Löwa z Erlsfedlu (1673–1716), syna lékaře a právníka, rektora pražské univerzity Jana Františka Löwa z Erlsfeldu.  
Jan Václav zdědil po své tetě Josefíně Nalžovice na Příbramsku a přijal jméno vymřelého rodu Koňasů z Vydří a v roce 1770 byl jmenován dědičným korouhevníkem Českého království a v roce 1784 až za viceprezidenta zemského soudu. Zemřel v Praze 28. dubna 1799. Jan Václav zemřel v roce 1799 a jeho syn František zdědil statek v Troji a dcera Jindřiška Nalžovice.  
Bratr Jana Václava Josef Antonín byl od roku 1744 radním u moravského tribunálu a od roku 1770 pánem na Kosové Hoře. Po jeho smrti ji vdova Terezie v roce 1784 prodala knížeti Josefu Františkovi z Lobkovic. Syn Josefa Antonína Josef Jan byl krajský komisař v Uherském Hradišti. 
Poslední mužský příslušník rodu byl syn Jana Václava František Xaver (1757–1832), jehož smrtí v roce 1832 Alsterové z Astfeldu vymřeli po meči. Poslední ženskou příslušnicí rodu byla Marie, provdaná baronka Fleissnerová z Ostrovic/Wostrowitz (1807-1884), dcera Josefa Jana. V Novém Sedlišti na Plzeňsku se zachovalo nejvíce rodinných památek.

## Erb
Původní erb Alsterlů z Astfeldu byla bílá krokev na černém štítě se dvěma bílými růžemi nahoře a jednou dole. Roku 1665 byl k erbu připojen černý orel ve zlatém poli.

## Příbuzenství
Rod Alsterlů z Astfeldu se příbuzensky spojil s dalšími českými rody, např. s Koňasy z Vydří, Franchimonty z Frankenfeldu, Kurcpachy z Trachenburka, či Víty ze Rzavého.